# Kazimierz Rokoszewski
Kazimierz Waldemar Rokoszewski (ur. 11 lutego 1923 w Łodzi, zm. 22 września 2005 w Warszawie) – polski ekonomista, polityk i działacz partyjny.

## Życiorys
Syn Wawrzyńca i Katarzyny. Według materiałów zgromadzonych w archiwum Instytutu Pamięci Narodowej był od 1945 funkcjonariuszem Urzędu Bezpieczeństwa.
Od początku powstania Polskiej Zjednoczonej Partii Robotniczej sprawował w niej różne funkcje na terenie kraju. W 1949 instruktor w Komitecie Wojewódzkim w Olsztynie, następnie do 1950 I sekretarz Komitetu Powiatowego w Bartoszycach, w 1950 pełnił tę samą funkcję w Mrągowie. W latach 1952–1953 kierował Wydziałem Propagandowym Komitetu Wojewódzkiego w Kielcach, następnie do 1954 był sekretarzem tamtejszego KW, natomiast od 1957 do 1965 pełnił tę funkcję w KW w Olsztynie. Ukończył Wyższą Szkołę Nauk Społecznych przy KC PZPR (był jej słuchaczem w latach 1954–1957). W okresie od 1 stycznia 1965 do 17 lutego 1971 był sekretarzem Warszawskiego Komitetu Wojewódzkiego PZPR, a następnie – do 31 maja 1975 – I sekretarzem WKW PZPR. Od 16 października 1968 do grudnia 1971 był zastępcą członka, a następnie – do lipca 1981 – członkiem Komitetu Centralnego PZPR. W latach 1975–1980 kierował Wydziałem Prasy, Radia i Telewizji KC PZPR, a w latach 1980–1981 Wydziałem Kadr Komitetu Centralnego PZPR. Wchodził również w skład Rady Redakcyjnej organu teoretycznego i politycznego KC PZPR „Nowe Drogi”.
W latach 1972–1985 był posłem na Sejm VI, VII i VIII kadencji.
Został pochowany na cmentarzu wojskowym na Powązkach (kwatera A16-1-15/16).

## Odznaczenia
- Order Sztandaru Pracy II klasy
- Krzyż Komandorski Orderu Odrodzenia Polski[4]
- Medal im. Ludwika Waryńskiego (1988)[5]
- Złoty Medal „Za zasługi dla obronności kraju”
- Srebrny Medal „Za zasługi dla obronności kraju”
- Brązowy Medal „Za zasługi dla obronności kraju”
- Złota Odznaka honorowa „Za Zasługi dla Warszawy” (1970)[6]
- Odznaka honorowa „Zasłużony dla Warmii i Mazur” (1960)[7]
- Odznaka „Za zasługi dla województwa ostrołęckiego” (1979)[8]
- Odznaka „Zasłużony Działacz Turystyki” (1965)[9]
- Honorowy Medal 50-lecia Mongolskiej Rewolucji Ludowej (Mongolia, 1971)[10]